# Michael Glowatzky
Michael Glowatzky (* 1. července 1960) je bývalý východoněmecký fotbalista, útočník, reprezentant Východního Německa (NDR).

## Fotbalová kariéra
Ve východoněmecké oberlize hrál za Sachsenring Zwickau a FC Karl-Marx-Stadt. Nastoupil ve 158 ligových utkáních a dal 37 gólů. Za reprezentaci Východního Německa (NDR) nastoupil v letech 1984-1986 v 9 utkáních a dal 1 gól. Krátce po otevření hranic NDR v listopadu 1989 opustil Sachsenring Zwickau a připojil se k SpVgg Oberfranken Bayreuth. Byl jedním z prvních fotbalistů, který v důsledku masového exodu přes východní Evropu nebo po pádu Berlínské zdi odešel z dosud existující NDR do Západního Německa.

## Ligová bilance
| Ročník                | Zápasy | Góly | Klub                       |
| --------------------- | ------ | ---- | -------------------------- |
| I. liga 1980/81       | 4      | 1    | Sachsenring Zwickau        |
| I. liga 1981/82       | 21     | 1    | Sachsenring Zwickau        |
| I. liga 1982/83       | 20     | 3    | Sachsenring Zwickau        |
| I. liga 1983/84       | 22     | 2    | FC Karl-Marx-Stadt         |
| I. liga 1984/85       | 25     | 11   | FC Karl-Marx-Stadt         |
| I. liga 1985/86       | 24     | 8    | FC Karl-Marx-Stadt         |
| I. liga 1986/87       | 12     | 2    | FC Karl-Marx-Stadt         |
| I. liga 1987/88       | 26     | 9    | FC Karl-Marx-Stadt         |
| I. liga 1988/89       | 4      | 0    | Sachsenring Zwickau        |
| II. liga 1989/90      | 11     | 4    | Sachsenring Zwickau        |
| 2. bundesliga 1989/90 | 15     | 1    | SpVgg Oberfranken Bayreuth |
| CELKEM I. liga        | 158    | 37   |                            |